# Megalastrum longiglandulosum
Megalastrum longiglandulosum là một loài dương xỉ trong họ Dryopteridaceae. Loài này được R.C. Moran & J. Prado mô tả khoa học đầu tiên năm 2010.